# Pure Instinct
Pure Instinct  (с англ. — «Чистый инстинкт») — тринадцатый студийный альбом немецкой рок-группы Scorpions, выпущенный 21 мая 1996 года.

## Об альбоме
Во время записи альбома барабанщик Герман Раребелл покинул группу из-за недовольства новым материалом и общим направлением развития группы.. 

Когда они записывали Pure Instinct, я сказал им, что не буду играть на этом дерьме, и ушел. Потом они сделали Eye II Eye, который был еще хуже; это был худший альбом из всех.
Оригинальный текст (англ.)When they did Pure Instinct I told them that I wasn’t going to play on that shit and I left. Then they did Eye to Eye, which was even worse; it was the worst album ever.

Коллективу пришлось искать ему замену, и Scorpions пригласили Курта Кресса. Но замена ударника оказалась недолгой.
В 1988 году Scorpions во время тура в поддержку альбома Savage Amusement выступали вместе с Kingdom Come. Участникам Scorpions понравилось, как играл барабанщик Джеймс Коттак, и в 1995 году Scorpions договорились с Джеймсом Янгом (ранее работавшим менеджером у хард-рок-группы AC/DC) о замене Кресса на Коттака. Во время турне в поддержку Pure Instinct на ударных играл уже Джеймс Коттак. Концерт на плавучей платформе в 1996 году в Бремерхафене, Германия, транслировался по телевидению в рамках программы «Absolut Live».
Главным синглом с альбома является рок-баллада «You and I».
Как и многие другие альбомы Scorpions, Pure Instinct имеет альтернативный вариант обложки, где на синем фоне в красном дыму изображены только участники группы. В США первые релизы диска вышли именно с этим изображением. Впоследствии североамериканское издание выпускалось и с оригинальной обложкой (с изображением сидящих в клетке людей, за которыми извне наблюдают звери и птицы).

## Список композиций
Все песни написали Рудольф Шенкер и Клаус Майне, за исключением, где указано другое.
1. «Wild Child» — 4:19
2. «But the Best for You» (Майне) — 5:26
3. «Does Anyone Know» (Майне) — 6:03
4. «Stone in My Shoe» — 4:42
5. «Soul Behind the Face» — 4:14
6. «Oh Girl (I Wanna Be with You)» — 3:56
7. «When You Came into My Life» (Майне, Шенкер, Тайтик Пюспа, Джеймс Ф.Санда) — 5:13
8. «Where the River Flows» — 4:16
9. «Time Will Call Your Name» — 3 :21
10. «You and I» — 6:16
11. «Are You the One?» — 3:15
12. «She’s Knocking at My Door» (Бонус-трек в японском релизе альбома) — 3:21

## Участники записи
Scorpions
- Клаус Майне — вокал
- Рудольф Шенкер — соло- и ритм-гитара, шести и двенадцатиструнная гитара
- Маттиас Ябс — соло- и ритм-гитара, шести и двенадцатиструнная гитара, электронный смычок, бэк-вокал
- Ральф Рикерманн — бас-гитара

Другие участники
- Курт Кресс — ударные, перкуссия
- Питти Хехт — перкуссия
- Люк Херцог — клавишные
- Кун ван Бал — клавишные
- Эрвин Мюспер — продюсер
- Кит Ольсен — продюсер 1-й и 7-й песен
- Эвелин Тьеббес, Атти Бау, Петер Киркман — ассистенты инженеров
- Джорж Марино — мастеринг

## Чарты
| Год  | Чарт          | Позиция |
| ---- | ------------- | ------- |
| 1996 | Billboard 200 | #99     |

| Год  | Песня        | Чарт                   | Позиция |
| ---- | ------------ | ---------------------- | ------- |
| 1996 | «Wild Child» | Mainstream Rock Tracks | #19     |